# Direttissima (alpinismo)
Una direttissima è un termine alpinistico che indica una via di salita diretta verso la cima di una montagna: mentre l'ascensione lungo una via normale cerca di trovare la via di ascesa che presenta le minori difficoltà per avere maggiori probabilità di successo, una via direttissima punta all'ascensione della montagna nel modo più "diretto" possibile, anche a prezzo di rischi e difficoltà tecniche maggiori.
Il termine, che viene utilizzato in italiano anche a livello internazionale, fu coniato dall'alpinista Emilio Comici, che disse:
(Stephen Venables, in First Ascent, Richmond Hill, Firefly, 2008)
Esistono vie direttissime che, probabilmente, non saranno mai scalate perché estremamente difficoltose o per un elevatissimo rischio di valanghe; una di queste è la direttissima della parete est del Kangshung del monte Everest. Una famosa direttissima europea è la parete nord dell'Eiger, che viene affrontata solo da scalatori molto esperti.